# Bockfesten
Bockfesten, La fiesta del chivo, är en roman av den peruanske författaren och nobelpristagaren Mario Vargas Llosa. Romanen skildrar Dominikanska republikens diktator Rafael Trujillos liv och tid. Den gavs ut 2000 och utkom i svensk översättning av Peter Landelius 2002.

## Handling
Romanen utspelar sig i Dominikanska republiken och skildrar mordet på den dominikanske diktatorn Rafael Trujillo, och efterföljande händelser, sett från två synvinklar och med en generations skillnad: under och omedelbart efter själva mordet, maj 1961, och trettio år senare, 1996. Det finns också en bred reflektion över diktaturens höjdpunkt, under 1950-talet, och dess betydelse för ön och dess invånare.
Romanen utspelar sig i tre berättelser som flätas ihop. Den första handlar om en kvinna, Urania Cabral, som har kommit tillbaka till Dominikanska republiken efter en lång frånvaro för att besöka sin sjuke far, och avslutas med att hon minns händelser i sin ungdom och avslöjar en gammal hemlighet för sin moster  och sina kusiner. Den andra berättelsen utspelar sig under Trujillos sista dag i livet från ögonblicket han vaknar och framåt, och visar regimens inre cirkel som Uranias far en gång tillhörde. Det tredje kapitlet beskriver Trujillos mördare, av vilka många har varit lojala mot regimen, när de väntar på presidentens bil sent på kvällen. Efter händelserna runt mordet beskrivs i romanen sökandet efter mördarna. Varje aspekt av handlingen visar en ny sida av Dominikanska republiken och hur landet rör sig politiskt, socialt, tidigare och i nutiden. 
För läsarna beskrivs vilka konsekvenser mordet på Trujillo får, sett utifrån privilegierade människor i den inre cirkeln, konspiratörerna, och en medelålders kvinna som tänker på sitt förflutna. Romanen är ett kalejdoskopiskt porträtt av den diktatoriska makten, inklusive dess psykologiska effekter, och dess inverkan på längre sikt. Romanens teman är maktens natur och korruptionen, och dess förhållande till machismo och den sexuella perversionen i ett förstelnat hierarkiskt samhälle med rigida könsroller. 
Minnet, och minnesprocessen, är också ett viktigt tema, framförallt i berättelsen om hur Urania minns sin ungdomstid i Dominikanska republiken. Hennes historia (och boken som helhet) slutar när hon berättar om de hemska händelserna som ledde till att hon lämnade landet vid fjorton års ålder. Boken tjänar som påminnelse om diktaturens grymheter, så att farorna med den absoluta makten skall kommas ihåg av en ny generation. 
Vargas Llosa väver samman fiktion med historiska händelser, boken är inte dokumentär, och familjen Cabral, till exempel, är ren fantasi. Å andra sidan är personerna Trujillo och Trujillos mördare hämtade ur historiska register. Vargas Llosa väver in verkliga brutala händelser och förtrycket i dessa personers historia, för att belysa regimens natur och det motstånd som provoceras fram. Med Vargas Llosas ord, "det är en roman, inte en historiebok, därför har jag tagit mig många, många friheter. [...] Jag har respekterat de grundläggande händelserna, men jag har bytt och ändrat många detaljer med avsikten att göra historien mer övertygande och jag har inte överdrivit."
Bockfesten fick ett positivt mottagande i stort mått, och recensenterna betonar beskrivningen av förhållandet mellan sexualiteten och makten, och de explicita beskrivningarna av de våldsamma händelserna. En filmversion av romanen hade premiär 2005, med Isabella Rossellini, Paul Freeman och Tomas Milian i huvudrollerna.